# Реповац
Реповац (серб. Реповац / Repovac) — село в общине Братунац Республики Сербской Боснии и Герцеговины. Население составляет 373 человека по переписи 2013 года.

## География
Располагается в 2 км от Братунаца. Занимаемая площадь — 266 гектаров.